# Hanns-Gerd Rabe
Hanns-Gerd Rabe (* 24. April 1895 in Osnabrück; † 3. März 1986 ebenda) war ein deutscher Kunstkritiker, Autor und Lehrer.

## Leben
Hanns-Gerd Rabe war von Jugend an mit Erich Maria Remarque befreundet. Während des Ersten Weltkrieges erhielt Rabe eine Ausbildung zum Beobachter in der Fliegerersatz-Abteilung 3 der Luftstreitkräfte, zuerst auf dem Flugplatz in Gotha. Die weitere Ausbildung erfolgte auf dem Flugplatz Schwerin-Görries, wo das Deutsche Heer seit 1916 Piloten und Beobachter ausbildete. An der Westfront flog Rabe im Jahre 1918 als Beobachter mit dem Piloten Peter Johannes u. a. in einer Rumpler C.VII und einer Hannover CL-Maschine.
Rabe wurde nach dem Ersten Weltkrieg Lehrer an der Möser-Mittelschule an der Hakenstrasse, heute Möser-Realschule am Westerberg.
Nach dem Zweiten Weltkrieg betätigte sich Rabe als Kunstkritiker. Er kommentierte Kunst und Künstler im Raum Osnabrück. Zu den in seinem Buch Osnabrücker Kunst und Künstler vorgestellten Künstlern gehören Otto Knille, Hugo Ungewitter, Josef Meyenberg, August Wilhelm Remme, Wilhelm Tegtmeier, Bernhard Huys, Karl Allöder, Theo M. Landmann, Walter Mellmann und Ruth Landmann.
Auch auf Rabes Anregung hin wurde Erich Maria Remarque im Jahre 1964 von der Stadt Osnabrück die Justus-Möser-Medaille verliehen.

## Publikationen
- Geschichte des Osnabrücker Flugwesens, Sportfliegerei und Verkehrsflug 1911-1939, in: Osnabrücker Mitteilungen, Bd. 76 (1969), S. 99–176.
- Junglehrer Erich Paul Remark,  in: Merian-Heft „Emsland“, Nr. 7, Hamburg 1971, S. 47.
- Night Reconnaissance. A Personal memoir of Hanns-Gerd Rabe, Flieger-Abteilung (A) 253. Übers. v. Peter Kilduff. Cross & Cockade Journal 14, Nr. 1, 1973.
- Erich Maria Remarque 1898-1970, in: Niedersächsische Lebensbilder, Bd. 8. Hrsg. v. Edgar Kalthoff im Auftrag der historischen Kommission, August Lax Verlagsbuchhandlung, Hildesheim, 1973.
- Osnabrücker Kunst und Künstler. 1900-1970, H. Th. Wenner, Osnabrück, 1974.
- Der goldene Sankt Michael, Eicholt, Osnabrück, 1974.
- My Last Combat Flight. A Personal Memoir of Hanns-Gerd Rabe, Flieger Abteilung (A) 253. Übers. v. Peter Kilduff. Cross & Cockade Journal 18, Nr. 3, 1977.
- Erich Maria Remarque und Osnabrück. Ein Beitrag zu seiner Biographie. Zu seinem Geburtstag am 22. Juni 1978, Osnabrück, 1978.
- Romanze in Flandern, Verlag Das Viergespann, Frankfurt am Main, 1979.
- Otto Neumann. Leben und Soldatentod eines Osnabrücker Wandervogels. Aus seinen Briefen und Tagebüchern, Druck Wegmann, Osnabrück 1980.
- Comments and Reminiscences, Flying as an Observer in Flieger-Abteilung (A) 253. Übers. v. Peter Kilduff. Over the Front 17. Nr. 4. 2002.

## Weblink
- Fierce Days and Nights in Flanders, ein ins Englische übersetzter Text von Hanns-Gerd Rabe mit einer Reihe Photographien von Rabe.